# Callevophthalmus albus
Callevophthalmus albus is een spinnensoort in de taxonomische indeling van de kaardertjes (Dictynidae).
Het dier behoort tot het geslacht Callevophthalmus. De wetenschappelijke naam van de soort werd voor het eerst geldig gepubliceerd in 1890 door Eugen von Keyserling.